# Liste der Naturdenkmale in Mauer (Baden)
| Naturdenkmale | Anzahl |
| ------------- | ------ |
| FND           | 0      |
| END           | 2      |
| Gesamt        | 2      |

Die Liste der Naturdenkmale in Mauer nennt die verordneten Naturdenkmale (ND) der im baden-württembergischen Rhein-Neckar-Kreis liegenden Gemeinde Mauer. In Mauer gibt es insgesamt zwei als Naturdenkmal geschützte Objekte, keines ist ein flächenhaftes Naturdenkmal (FND), beide sind Einzelgebilde-Naturdenkmale (END).
Stand: 1. November 2016.

## Einzelgebilde (END)
| Name                     | Bild | Kennung     | Einzelheiten | Position | Fläche Hektar | Datum         |
| ------------------------ | ---- | ----------- | ------------ | -------- | ------------- | ------------- |
| Hainbuche                | BW   | 82260480002 | Mauer        | ⊙        | 0,0           | 26. Feb. 2004 |
| Stieleiche               |      | 82260480001 | Mauer        | ⊙        | 0,0           | 26. Feb. 2004 |
| Legende für Naturdenkmal |      |             |              |          |               |               |